# یواس‌اس دری (آی‌دی-۱۳۹۱)
یواس‌اس دری (آی‌دی-۱۳۹۱) (به انگلیسی: USS Derry (ID-1391)) یک کشتی بود. این کشتی در سال ۱۸۹۴ ساخته شد.